# Dekanat Chrzanów
Dekanat Chrzanów – jeden z 45 dekanatów w rzymskokatolickiej archidiecezji krakowskiej.

## Parafie
W skład dekanatu wchodzi 11 parafii:
- parafia Chrystusa Króla – Balin
- parafia NMP Matki Kościoła – Bolęcin
- parafia MB Ostrobramskiej – Chrzanów-Rospontowa
- parafia MB Różańcowej – Chrzanów
- parafia Miłosierdzia Bożego – Chrzanów-Kąty
- parafia św. Jana Chrzciciela – Chrzanów-Kościelec
- parafia św. Mikołaja – Chrzanów
- parafia NMP Królowej Polski - Pogorzyce
- parafia Świętej Rodziny – Chrzanów
- parafia św. Anny – Luszowice
- parafia Podwyższenia Krzyża Świętego – Płaza

## Sąsiednie dekanaty
Babice, Jaworzno – św. Wojciecha i św. Katarzyny (diec. sosnowiecka), Libiąż, Trzebinia.